# Rhinyptia hrubanti
Rhinyptia hrubanti är en skalbaggsart som beskrevs av Machatschke 1973. Rhinyptia hrubanti ingår i släktet Rhinyptia och familjen Rutelidae. Inga underarter finns listade i Catalogue of Life.